# 陈松年
陈松年（1910年—1990年），男，安徽省怀宁县人，文史学者，全国政协委员，陈独秀第三子，陈延年和陈乔年的弟弟，陈玉莹的弟弟。

## 生平
1910年，陈松年出生在安徽省怀宁县，父亲陈独秀，母亲高晓岚（高大众），哥哥陈延年和陈乔年，姐姐陈玉莹（陈筱秀）。陈松年早年很少见到父亲陈独秀，因为陈独秀和高君曼在上海市生活。1912年，安徽都督袁世凯派人前往安庆抄捕陈独秀的家人，14岁的陈延年、10岁的陈乔年翻墙逃走，3岁的陈松年年幼体弱，爬墙逃跑时力气不支跌落在邻居家的澡盆里，邻居闻声赶来把他抱起到内室才躲过了一劫。17岁时，大哥陈延年遭国民政府杀害，次年，二哥陈乔年又遭到国民政府杀害，陈玉莹因目睹了倒在血泊中的哥哥而精神失常，一病不起去世，陈松年不敢把消息告诉家人，伪造书信隐瞒了消息，后来把真相告诉祖母谢氏，祖母安慰他说，“不怪你，你以后就走你爸爸（陈独秀）的路，去读书吧。”。1930年7月17日，母亲高晓岚因思念儿子女儿而病逝。
1933年的暑假，陈独秀遭到国民政府逮捕羁押在上海市的监狱里，陈松年去监狱探视父亲，父亲嘱咐其撑起陈家。因家道中落，陈松年没有读完大学就辍学了，靠着家中祖传的书籍自学。
28岁时，日本侵略占领安徽省，把陈家搜罗一空。陈松年夫妇带着祖母谢氏和满1岁的长女长玮从安庆乘船到武汉，和刚被释放的父亲陈独秀以及继母潘兰珍汇合，沿江而上，经重庆最后抵达四川江津，从不写信给家人的陈独秀破例写了一封信给陈松年：“在宜昌换船时，我必登岸寻你们。你们有船便行，千万不必在宜昌候我……到重庆下船登岸到客寓，你们都必须坐轿，万万不省此小费……”陈松年夫妇在德感坝九中教书的收入来维持家庭生活。但是，1941年祖母谢氏和1942年父亲陈独秀都先后在江津去世，因战乱，陈松年把两人的棺椁临时厝于西门外邓燮康园地，陈独秀好友欧阳竟吾题写了墓碑“独秀先生之墓”。
1947年，陈松年将父亲和祖母的遗骸用木排迁到老家安庆北门叶家冲，因害怕国民政府捣乱在棺木上写的“陈乾生”（陈独秀科举考试时的名字），同时还没有立碑，因而陈独秀之墓躲过了文化大革命。
中华人民共和国建国后，陈松年因父亲的政治背景而遭到不公正待遇，曾去砖厂搬砖维持生活，妻子窦珩光则在窑场工作，晚上在家糊火柴盒。1952年，窦珩光因操劳成疾而去世。1953年2月15日，毛泽东在中共中央办公厅主任杨尚昆、公安部长罗瑞卿以及铁道部第一副部长武擎天等人的陪同下乘专列南下视察，毛泽东了解到陈松年家的困难，嘱咐当地政府每个月给予陈松年家30元人民币的补助，这在当时算是一笔巨款，让陈松年的子女得以读完大学。
中国共产党第十一届中央委员会第三次全体会议之后，陈松年当选中国人民政治协商会议安庆市委员会常务委员，安庆市文史馆馆员，安徽省文史馆馆员。
1990年，陈松年在家中去世。

## 家庭
陈松年与妻子窦珩光一生有一男三女：长子陈长琦，1947年出生，合肥工业大学机械学院院长、党总支书记、教授，中国真空学会理事；长女陈长玮，大学肄业，钢铁设计院工程师，积劳成疾，1984年病故；二女陈长玙，大学肄业后在一家军工厂工作，是高级工程师；幼女陈长璞，因文化大革命没有读书而在乡下成为一名知识青年，之后进入安庆市图书馆，后来成安庆市文物管理局副局长，主要研究祖父陈独秀。